# Bitwa pod Dornach
Bitwa pod Dornach – starcie zbrojne, które miało miejsce 22 lipca 1499 roku w trakcie tzw. wojny szwabskiej (1499).
W połowie roku 1499 po niepowodzeniach na froncie tyrolskim cesarz Maksymilian I Habsburg wysłał do Szwajcarii 16-tysięczną armię pod wodzą hrabiego Henryka von Fürstenberga. Po dotarciu na miejsce wojska hrabiego zajęły pozycje koło wsi Dornach, gdzie zostały zaatakowane przez 6 000 armię szwajcarską. Zaskoczony przeciwnik mimo kilkugodzinnej obrony został rozbity, a jego obóz zdobyty przez związkowców. Wódz cesarski (von Fürstenberg) poniósł śmierć.
Cesarz Maksymilian po tej klęsce zgodził się na pertraktacje pokojowe, które zakończyły się 22 listopada 1499 podpisaniem pokoju w Bazylei. Była to ostatnia próba przywrócenia zwierzchności cesarskiej nad Szwajcarią.